# Cottance
Cottance település Franciaországban, Loire megyében. Lakosainak száma 753 fő (2022. január 1.). Cottance Sainte-Agathe-en-Donzy, Civens, Montchal, Panissières, Rozier-en-Donzy és Salvizinet községekkel határos.

## Népesség
A település népességének változása:
| Lakosok száma | 668  | 499  | 487  | 618  | 681  | 697  | 719  | 734  | 741  | 753  |
|               | 1968 | 1982 | 1990 | 2006 | 2013 | 2015 | 2017 | 2019 | 2020 | 2022 |